# Roland Smaniotto
Roland Smaniotto (* 17. Juni 1946 in Düdelingen; † 12. Juni 2011 in Luxemburg (Stadt)) war ein luxemburgischer Radrennfahrer und nationaler Meister im Radsport.

## Sportliche Laufbahn
Smaniotto war Straßenradsportler. 1965 war er im Grand Prix Général Patton erfolgreich. 1968 wurde er Dritter in der nationalen Meisterschaft im Straßenrennen der Amateure. Die Meisterschaft im Mannschaftszeitfahren gewann er 1968 und 1969.
Bei den Straßenradsport-Weltmeisterschaften 1966 kam er mit dem Vierer im Mannschaftszeitfahren auf den 15. Platz. 1966 vertrat er Luxemburg in der Österreich-Rundfahrt und wurde 17. im Endklassement, 1967 schied er aus. In der Tour de l’Avenir 1967 wurde er 30.
Im Bahnradsport holte er 1966 den nationalen Titel in der Einerverfolgung.
1968 wurde er Berufsfahrer im Radsportteam Dr. Mann-Grundig und blieb bis 1969 als Radprofi aktiv. 1969 wurde er Zweiter im Flèche du Sud. 1968 schied er in der Tour de France aus.